# High Energy Transient Explorer
O High Energy Transient Explorer (abreviadamente HETE) é um satélite astronômico construído pelos Estados Unidos com participação de outros países (principalmente do Japão). O principal objetivo do HETE é realizar o primeiro estudo em múltiplos comprimentos de onda de GRBs (Gamma-Rays Bursts),fontes astronômicas de raios-Gamma, com detectores de ultravioleta, raios-X e raios-gamma. Uma característica única da missão HETE é sua capacidade de Llocalizar GRBs com uma precisão de ~10 segundos de arco em tempo real e transmitir essas posições diretamente para uma rede de receptores localizados em observatórios na Terra, permitindo que as mesmas fontes sejam observadas imediatamente a partir da Terra nas bandas de rádio, infravermelho e luz visível (óptico).
O primeiro HETE foi perdido durante o lançamento em 4 de novembro de 1996. O foguete Pegasus conseguiu entrar na órbita correta, mas os dispositivos explosivos que liberaram o HETE de um outro satélite (o satélite SAC-B, da Argentina) e de seu envelope DPAF falharam,
comprometendo os dois satélites. Uma bateria do terceiro estágio do foguete e responsável por acionar o dispositivo explosivo falhou durante a operação.
Um segundo satélite HETE, o HETE-2 foi lançado em 9 de outubro de 2000. Ele era similar ao primeior HETE, mas a câmera UV foi substituída por uma câmera de raios-X adicional  ("Soft X-ray Camera" ou SXC) capaz de lucalizar fontes de raios-X com uma precisão
mais alta que o instrumento original ("Wide-Field X-ray Monitor" ou WXM). 

## Resultados da missão HETE-2
1. Descoberta de GRB030329, uma fonte de raios-gamma, conectando GRBs à supernovas.
2. Descoberta de GRB050709, o qual foi o primeiro GRB a apresentar uma componente óptica, o que permitiu se entender a origem cosmológica desta subclasse de GRBs.
3. Fontes escuras, ou GRBs que previamente se pensava ter nenhuma componente ótica, não são completamente opticamente escuros. Alguns desses GRBs escuros desvaneceram-se no óptico muito rapidamente, mas outros não têm uma componente óptica tão forte, mas que pode ainda ser detectada por grandes telescópios.
4. Encontrou uma outra subclasse de GRBs, menos energética, a X-Ray Flashes (XRF), e sua componente óptica.
5. HETE-2, pela primeira vêz, determinou com uma precisão de minutos de arco a posição de GRBs, enviando essas informações para os observatórios na Terra, em décimos de segundo, permitindo-lhes imediatamente apontar seus telescópios para observar os GRBs.